# یوشی تاکشیتا
یوشی تاکشیتا (انگلیسی: Yoshie Takeshita؛ زادهٔ ۱۸ مارس ۱۹۷۸) بازیکن والیبال اهل ژاپن است.